# Michel Scourneau
Michel Scourneau est un acteur et professeur de théâtre belge, né à Liège le 1er avril 1952.

## Biographie
Il a joué au théâtre, à la télévision et au cinéma. Il a incarné le père Fouras en 1990 pour la première saison de Fort Boyard.
Il est aussi auteur de deux épisodes de Tribunal pour TF1 et de deux pièces de théâtre mis en scène à La Cave à théâtre de Colombes et professeur d'art Dramatique et d'improvisation.
Il fut aussi le fondateur de la LIB (Ligue d'improvisation belge) et participa au 1er Mondial de l'impro à Montréal et Québec.
Sa filmographie complète ainsi que ses diverses interprétations au théâtre sont visibles sur son site (liens externes).
Sous le pseudonyme de Emmesse, il s'est tourné vers les arts graphiques : peinture, montages, détournement d'objets, sculpture et apologie de l'inutile.
Réticent au marché de l'art, il se fait connaître avec parcimonie et refuse de vendre s'il ne croit pas à l'acheteur.

## Filmographie

### Cinéma
- 1991 : Betty de Claude Chabrol
- 1992 : Les Visiteurs de Jean-Marie Poiré
- 1997 : Barracuda : Hallucination Clément
- 1999 : Prison à domicile : Jean-Louis, le tagueur
- 2000 : Merci pour le geste : Un invité au dîner 1
- 2001 : Monsieur Batignole de Gérard Jugnot
- 2001 : Wasabi : Van Eyck
- 2002 : Gangsters : Cointrel
- 2003 : Ne quittez pas ! d'Arthur Joffé : L'huissier
- 2003 : Casablanca Driver de Maurice Barthélémy : Pierre Janos
- 2004 : Papa de Maurice Barthélémy : Tonton Yves
- 2006 : L'Ivresse du pouvoir de Claude Chabrol
- 2013 : Pas très normales activités de Maurice Barthélémy : Le pompiste

### Télévision
- 1989 : Un Français libre (Série TV) : Devain
- 1990 et 2004 : Navarro (Série TV) : Momo / Kerry
- 1991 : Commissaire Chabert: Le tueur du zodiaque (Téléfilm) : Antonin
- 1992 : Van Loc: un grand flic de Marseille (Série TV) : Paniez
- 1992 : La Guerre blanche (Téléfilm) : Coleman
- 1993 : Antoine Rives, juge du terrorisme (Série TV) : Le directeur du cabinet du Garde des Sceaux
- 1994 : Les Cordier, juge et flic (Série TV) : Giuliani
- 1994 : Une nounou pas comme les autres (Téléfilm) : Le psychologue d'Antoine
- 1995 : François Kléber (Série TV) : Fred
- 1996 : Hold-up en l'air (Téléfilm) : Frédéric Vargas
- 1997 : Highlander (Série TV) : Un officiel du cimetière
- 1997 : La colère d'une mère (Téléfilm) : Jean-Luc Morelli
- 1999 : Le juge est une femme (Série TV) : Pissarev
- 1999 : Julie Lescaut (Série TV) : Varnel
- 1999 : Brigade spéciale (Série TV) : Lehman
- 2000 : Toute la ville en parle (Téléfilm) : L'agresseur
- 2003 : Père et maire (Série TV) : L'huissier
- 2004 : Dans la tête d'un tueur (Série TV) : Le témoin Jouvenel
- 2005 : P.J. (Série TV) : Robert Tarot
- 2005 : Faites comme chez vous (Série TV) : Un acheteur du couple 1
- 2006 : Alex Santana, négociateur (Série TV) : Mathieu Farel
- 2007 : S.O.S. 18 (Série TV) : Bertrand
- 2008 : Un flic (Série TV) : Le bâtonnier
- 2008 : Chez Maupassant (Série TV) : Le paysan charrette
- 2018 : Meurtres en Haute-Savoie de René Manzor (Téléfilm) : Jean-Yves Boireau
- 2019 : Engrenages de Nicolas Guicheteau
- 2020 : Paris Police 1900 de Fabien Nury

## Émission de télévision
Il a également créé le rôle du père Fouras en 1990 (dans Fort Boyard sur Antenne 2) avant que le rôle ne soit repris par Yann Le Gac en 1991.